# Zosterop gris de l'illa de Maurici
El zosterop gris de l'illa de Maurici (Zosterops mauritianus) és un ocell de la família dels zosteròpids (Zosteropidae).

## Hàbitat i distribució
Habita zones de vegetació clara, boscos i terres de conreu de les terres baixes i muntanyes de l'illa de Maurici, a les Mascarenyes occidentals.